# Liudmila Titova
Liudmila Titova (en rus: Людми́ла Евге́ньевна Тито́ва) (Txità, Unió Soviètica 1946) és una patinadora de velocitat sobre gel soviètica, ja retirada, que destacà en les dècades del 1960 i 1970.

## Biografia
Va néixer el 26 de març de 1946 a la ciutat de Txità, població situada al Transbaikal, que en aquells moments formava part de la Unió Soviètica i que avui en dia forma part de la Federació Russa.

## Carrera esportiva
Va fer el seu debut en el patinatge de velocitat sobre gel en el Campionat del Món de patinatge de velocitat de l'any 1966, on tot i no classificar-se per a les finals donà molt bones sensacions a l'entrenador soviètic. El 1968 fou seleccionada per participar en els Jocs Olímpics d'hivern realitzats a Grenoble (França) on aconseguí guanyar la medalla d'or en la prova de 500 metres i la medalla de plata en la prova de 1.000 m., a més de finalitzar setena en la prova de 1.500 metres. En els Jocs Olímpics d'Hivern de 1972 realitzats a Sapporo (Japó) aconseguí guanyar la medalla de bronze en la prova de 500 metres, a més de finalitzar quarta en la prova de 1.000 metres. En els Jocs Olímpics d'Hivern de 1976 realitzats a Innsbruck (Àustria) aconseguí finalitzar setena en la prova dels 1.000 metres.
Al llarg de la seva carrera aconseguí guanyar la medalla de bronze en el Campionat del Món de patinatge l'any 1971 en la prova de combinada. En el primer Campionat del Món de patinatge de velocitat de la modalitat d'esprint realitzat l'any 1970 aconseguí la medalla d'or, aconseguint la medalla de bronze l'any 1972 en aquesta mateixa competició. El 1971, així mateix, aconseguí guanyar la medalla de plata en el Campionat d'Europa de patinatge de velocitat en la prova de combinada. Al llarg de la seva carrera fou una vegada campiona del seu país en combinada i tres vegades medalla de plata en aquesta competició a més d'esdevenir dues vegades campiona en la prova d'esprint.
Després de retirar-se el 1976 de les competicions va treballar com a comentarista de patinatge de velocitat a la televisió i més tard com a directora de relacions públiques a l'associació Sport Park i va acabar els seus estudis d'enginyeria aeronàutica. L11 de gener de 1996,juntament amb altres dues llicenciades de l'Institut d'Aviació de Moscou, Titova, que llavors tenia gairebé 50 anys, va ser una de les integrants de l'equip rus en aconseguir arribar al Pol Sud geogràfic.
Rècords del món
| Distància | Temps  | Data                 | Seu    |
| --------- | ------ | -------------------- | ------ |
| 1.000 m   | 1:29.5 | 9 de gener de 1970   | Medeo  |
| 1.000 m   | 1:29.0 | 20 de febrer de 1971 | Inzell |
| 1.000 m   | 1:27.7 | 21 de febrer de 1971 | Inzell |

Millors marques personals
| Distància | Temps   | Data                | Seu    |
| --------- | ------- | ------------------- | ------ |
| 500 m     | 42.35   | 29 de març de 1975  | Medeo  |
| 1.000 m   | 1:24.31 | 16 de març de 1976  | Medeo  |
| 1.500 m   | 2:14.77 | 21 de març de 1975  | Medeo  |
| 3.000 m   | 5:01.89 | 16 de gener de 1972 | Inzell |